# Polytan (roman)
Pour le fabricant allemand de complexes sportifs en gazon synthétique et de revêtements synthétiques, voir Polytan.
Polytan est un roman de science-fiction de l'écrivain français Ayerdhal publié en 1994 dans la défunte collection Anticipation de l'éditeur Fleuve noir. Il est la suite de Cybione.

## Résumé
Elya est toujours une cybione, sorte d'hybride entre un androïde et une machine de guerre biologique. Elle travaille toujours pour l'agence Ender qui assure l'inassurable (constitution, régime politique...). Cette fois-ci, elle arrive sur la planète Cinq-Tanat pour briser un mouvement révolutionnaro-religieux.